# ペアノの存在定理
数学の、特に常微分方程式の研究分野におけるペアノの存在定理（ぺあののそんざいていり、英語: Peano existence theorem）あるいはコーシー・ペアノの定理とは、ジュゼッペ・ペアノとオーギュスタン＝ルイ・コーシーの名にちなむ、特定の初期値問題の解の存在を保証するある基本定理のことを言う。

## 歴史
ペアノは1886年に初めてこの定理を発表したが、その際の証明には間違いがあった。1890年、彼は逐次近似法を用いることで、この定理に改めて正しい証明を与えた。

## 定理
D を空間 R × R の開部分集合とし、
{\displaystyle f\colon D\to \mathbb {R} }
を D 上の連続関数とし、
{\displaystyle y'(x)=f\left(x,y(x)\right)}
を D 上定義される連続で陽的な1階常微分方程式とする。このとき、f に対して {\displaystyle (x_{0},y_{0})\in D} を伴うすべての初期値問題
{\displaystyle y\left(x_{0}\right)=y_{0}}
は、局所解
{\displaystyle z\colon I\to \mathbb {R} }
を持つ。ここで {\displaystyle I} は x0 のある近傍であり、すべての {\displaystyle x\in I} に対して {\displaystyle z'(x)=f\left(x,z(x)\right)} が成立する。
ここで、そのような解 z の一意性は保証されていないことに注意されたい。すなわち、初期値 (x0,y0) が等しいものであっても、異なる解 z が存在する場合がある。

## 拡張
この定理は、D がより高次元の空間 R × Rn の部分集合である場合にも、同様に成立する。しかし、無限次元のバナッハ空間においては一般的には成立しない。

## 関連する定理
ペアノの定理は、存在性に関する他の定理（ピカール・リンデレフの定理など）と比較される。ピカール・リンデレフの定理はペアノの定理と比べてより多くの仮定を必要とし、結果としてより多くの帰結を与える。すなわち、ペアノの定理においては連続性のみが必要とされていたが、ピカール・リンデレフの定理ではリプシッツ連続性をも必要とする一方で、その結果としては解の存在のみならず一意性までも保証される。例として、領域 {\displaystyle \left[0,1\right]} 上の常微分方程式
{\displaystyle y'=\left\vert y\right\vert ^{\frac {1}{2}}}
を考える。ペアノの定理に従えば、この方程式は解を持つことが分かる。しかし、この方程式の右辺は 0 を含むどのような近傍においてもリプシッツ連続ではないため、ピカール・リンデレフの定理は適用されず、したがってその解の一意性は保証されない。実際、初期値 {\displaystyle y(0)=0} を与えたときこの常微分方程式は二種類の解 {\displaystyle y(x)=0} および {\displaystyle y(x)=x^{2}/4} を持つ。任意の C に対し、{\displaystyle y=0} と {\displaystyle y=(x-C)^{2}/4} との間の解の変化が起こりうる。
連続性よりも弱い条件のもとでの、ペアノの存在定理の一般化として、カラテオドリの存在定理が知られている。